# 屈尔希
屈尔希（法語：Curchy，法語發音：[kyʁʃi]）是法国上法蘭西大區索姆省的一个市镇，属于蒙迪迪耶区。

## 地理
屈尔希（49°46'35"N, 2°51'33"E）面积9.63 平方千米，位于法国上法蘭西大區索姆省，该省份为法国北部沿海省份，北起加来海峡省和北部省，西接滨海塞纳省和大西洋英吉利海峡，南至瓦兹省，东临埃纳省。
与屈尔希接壤的市镇（或旧市镇、城区）包括：埃塔隆、丰什-丰谢特、埃尔利、梅尼勒圣尼凯斯、内勒、伊佩库尔、波特。

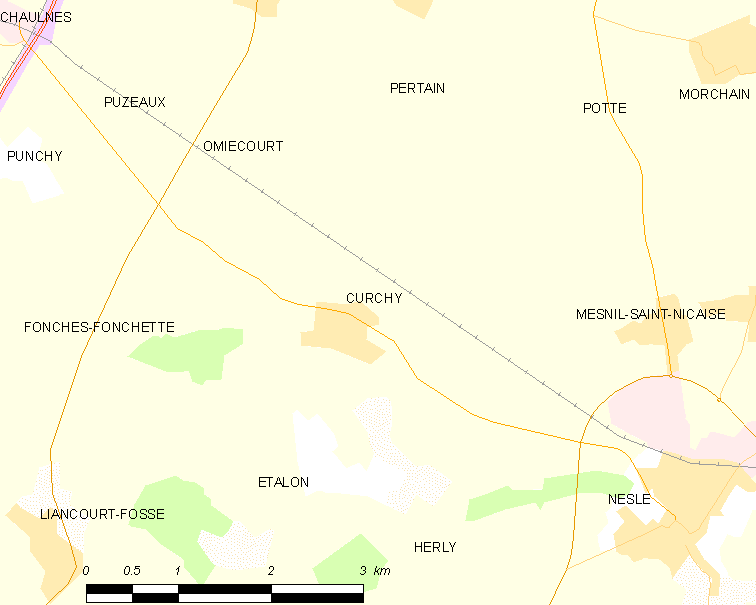
屈尔希的OSM定位图

屈尔希的时区为UTC+01:00、UTC+02:00（夏令时）。

## 行政
屈尔希的邮政编码为80190，INSEE市镇编码为80230。

## 政治
屈尔希所属的省级选区为阿姆县。

## 人口

1962-2008年间屈尔希人口变化图示

屈尔希于2022年1月1日时的人口数量为293人。